# 鈴木望 (政治家)
鈴木 望（すずき のぞむ、1949年〈昭和24年〉4月20日 - 2024年〈令和6年〉6月7日）は、日本の政治家、教育者、元厚生官僚。
静岡県磐田市長（3期）、衆議院議員（1期）、維新の党国会対策副委員長、市民団体「ネットワーク河村市長」代表などを務めた。

## 来歴
静岡県磐田郡豊田町（現磐田市）生まれ。静岡県立浜松北高等学校、一橋大学社会学部卒業。大学在学中の1972年、国家公務員試験上級職甲（法律職）に合格し、1973年4月に厚生省（現厚生労働省）に入省した。1981年4月外務省在サンパウロ日本総領事館領事。大臣官房人事課を経て、1984年8月臨時教育審議会事務局調査員。厚生省薬務局企画課を経て、1987年8月兵庫県高齢社会企画室長、1989年厚生省大臣官房企画官（保険医療局担当）、1992年6月厚生省生活衛生局指導課長。1994年退官。退官後は出身地の静岡県に戻り、聖隷福祉事業団医療福祉研究所研究員に就任。聖隷介護福祉専門学校（現聖隷クリストファー大学社会福祉学部）で講師を務める。
1998年、磐田市長選挙に無所属で立候補し、初当選した。2002年、元静岡県議会議員の寺田伊勢男を破り、磐田市長に再選（鈴木：21,487票、寺田：19,960票）。磐田市長就任後は磐南5市町村合併協議会会長を務め、2005年、福田町・竜洋町・豊田町・豊岡村を磐田市に合併。同年4月1日の新・磐田市発足に伴い、一旦磐田市長を失職。4月24日投開票の磐田市長選に立候補し、前福田町長の寺田正捷を破り3選（鈴木：49,771票、寺田：42,927票）。市長在任中に全国市長会の社会文教委員長を務めた。
どんな人間も長い間権力を持ち続ければ腐敗するとの「権不十年」という考えに従い、2009年の磐田市長選には出馬せず、任期満了で退任。同年、静岡産業大学経営学部客員教授、静岡産業大学磐田ボニータ代表に就任。2010年には、一橋大学の1年先輩である河村たかし名古屋市長を支援。河村を支援する市民団体「ネットワーク河村市長」の代表を務め、名古屋市会のリコールに向けた署名集めの運動を行い、政令指定都市では初めて、市民のリコールにより市会議員選挙が実施された。
2011年3月に発生した福島第一原子力発電所事故を受け、原発県民投票静岡代表に就任。当時の菅直人内閣総理大臣の強い意向により稼働が停止されていた浜岡原子力発電所の再稼働の是非を問う住民投票条例の制定を目指す署名運動を推進。約16万5000人の署名を集め、条例制定のための直接請求を行ったが、静岡県議会で否決された。
2012年11月21日、日本維新の会から次期衆議院議員総選挙における静岡3区での公認を受ける。同年12月の第46回衆議院議員総選挙では、地方分権や浜岡原子力発電所の廃炉を訴え、日本維新の会公認で立候補。静岡3区では自由民主党の宮澤博行に敗れたが、重複立候補していた比例東海ブロックで復活し、初当選。当選後、衆議院災害対策特別委員会理事及び法務省検察官適格審査会予備委員に就任。2013年には衆議院文部科学委員会理事に就任した。
2014年の日本維新の会分党に際して鈴木自身は橋下共同代表らを中心とするグループへ参加したが、鈴木が代表を務めていた日本維新の会静岡県総支部所属の地方議員・元議員らは、石原新党（次世代の党）、橋下新党（維新の党）のどちらにもつかず全員が当面無所属で活動する意向を固め、総支部は活動を停止した。理由については、それぞれ「両共同代表に象徴された改革保守政党が解党するため」（尾崎剛司政調会長・静岡市議）、「最近の維新は大阪都構想を目的化している」（大石裕之事務局長・元県議）などと説明した。
同年9月に維新（橋下グループ）と結いの党が合併して維新の党が成立すると国会議員団国対副委員長に就任。2014年11月21日、衆議院が解散。11月22日、細野豪志民主党静岡県連会長及び松野頼久維新の党代表代行の説得を受け、鈴木は民主党との競合を解消するため静岡3区からの出馬をとりやめることを発表。第47回衆議院議員総選挙には、維新の党から比例九州ブロック単独6位（6人中6位。他の5人は同列1位）で立候補したが、落選した。2015年湖西市市長私的政策顧問。2016年3月29日、7月の第24回参議院議員通常選挙に比例区からおおさか維新の会公認で立候補する意向を表明したが、落選し、12月15日に政界引退を表明。2017年5月、静岡県知事選挙に立候補を表明した溝口紀子を支援する政治団体「静岡県政を大刷新する会」代表。
2017年10月の第48回衆議院議員総選挙に希望の党公認で静岡3区から立候補したが、無所属で立候補した小山展弘との間で野党票が分散し、共に宮沢に及ばず落選した。
2022年11月3日、秋の叙勲において、旭日小綬章を受章した。
2024年6月7日、浜松市の病院で死去した。75歳没。死没日付をもって正五位に叙された。

## 政策
- 憲法改正に賛成[25]。
- 集団的自衛権の行使を禁じた政府の憲法解釈を見直すことに賛成[25]。
- 日本の核武装について今後の国際情勢によっては検討すべきとしている[25]。
- 原発の再稼働は認めず廃炉とすべきとしている[25]。
- 女性宮家の創設に賛成[25]。
- 日本のTPP参加に賛成[25]。
- 2017年の朝日新聞によるアンケートにおいて、選択的夫婦別姓制度導入について、どちらかと言えば反対、としている[26]。

## 人物
- クリスチャンの家庭に育ち、一橋大学在学中は聖書研究会に所属していた。一橋大学基督教青年会一橋寮出身で、寮の同期に市村陽典（裁判官、元総務省行政不服審査会会長）、阿久戸光晴（牧師、元聖学院大学学長）などがいた[27]。
- 名古屋市長の河村たかしは一橋大の1年先輩にあたる。大学でも作業着に草履ばきで名古屋弁を喋る、あけっぴろげな性格の河村に惹かれ、交流を深めた[28]。
- 磐田市長時代は行財政改革を訴え、磐田市臨時行財政改革推進会議を設置。2006年から磐田市役所でカイゼン運動を採用した。
- 趣味は読書、スポーツ観戦。野球は中日ドラゴンズ、サッカーはジュビロ磐田のファンである。
- 愛読書は中西輝政『大英帝国衰亡史』。他にヘルマン・ヘッセや山本周五郎。

## 著書
- 『社会保障行政入門』有斐閣、1994年
- 『国の常識は地方の非常識』PHP研究所、2004年
- 『市長室の窓から』東洋印刷、2009年